# Robert Sutherland Rattray
Robert Sutherland Rattray (5 settembre 1881 – Oxfordshire, 14 maggio 1938) è stato un antropologo statunitense. Fu uno dei primi africanisti e studiosi degli Ashanti. 

## Biografia
Nacque in India da genitori scozzesi, il padre e il nonno prestavano servizio nell'Indian Civil Service. Da giovane viaggiò in Sudafrica e durante la seconda guerra boera studiò il gruppo etnico dei Chewa, su cui pubblicò un libro nel 1907. Grazie a questa pubblicazione, riuscì ad entrare all'Exeter College di Oxford, dove si diplomò in antropologia. 
Nel 1906 entrò a far parte del servizio doganale nella Costa d'Oro e nel 1911 divenne commissario distrettuale ad Ejura, nella regione di Ashanti. Qui iniziò a studiare gli Ashanti e gli Hausa, imparò molte lingue locali e nel 1921 venne nominato capo del nuovo dipartimento di antropologia della Regione di Ashanti. In questo contesto fu incaricato di svolgere studi sulle comunità locali. Estese ed approfondì le sue ricerche su vari aspetti, quali religione, leggi doganali, arte, credenze, racconti popolari e attraverso le sue interazioni con la popolazione divenne il principale interlocutore tra loro e le autorità. 
Si ritirò dal lavoro nel 1930 e morì nel 1938, mentre pilotava un aliante. Nel 2015 a Kumasi è stato realizzato il Rattray Park, un parco divertimenti a lui dedicato.

## Critica al suo lavoro
Rattray venne considerato per molto tempo come lo studioso principale e più attendibile nello studio dell'antropologia delle comunità Ashanti. Il suo lavoro, tuttavia, fu oggetto di numerose critiche perché considerato troppo influenzato da un eccessivo coinvolgimento emotivo verso queste popolazioni.
Le prinicipali critiche al suo lavoro riguardano il disinteresse per la storia dei popoli e l'eccessiva importanza data alle tradizioni orali. Il periodo in cui svolse le sue ricerche fu teatro di una grande espansione economica dovuta alla coltivazione del cacao e di altre modernizzazioni, di cui non fece mai menzione nelle sue opere. Al contrario, venne considerato dalle comunità Ashanti come il più grande studioso occidentale sul tema, che riconobbero grande qualità nelle sue opere e nelle sue traduzioni, poiché erano il risultato di studi e ricerche sul campo.

## Collezioni etnografiche
Come molti antropologi del suo tempo, Rattray raccolse molti artefatti etnografici durante il suo soggiorno in Africa, scattò fotografie, trascrisse racconti popolari e registrazioni sonore. Questi materiali sono conservati in gran parte al Pitt Rivers Museum presso l'Università di Oxford e al British Museum. Altra documentazione è conservata al Royal Anthropological Institute di Londra, mentre le registrazioni sonore sono conservate alla British Library.